# محوطه و بقایای قلعه سرباز
محوطه و بقایای قلعه سرباز مربوط به دوره صفوی - دوره قاجار است و در شهرستان تایباد، ابتدای روستای محسن‌آباد واقع شده و این اثر در تاریخ ۱۶ اسفند ۱۳۸۴ با شمارهٔ ثبت ۱۴۳۷۶ به‌عنوان یکی از آثار ملی ایران به ثبت رسیده‌است.